# Madapuranala, Krishnarajpet
Madapuranala là một làng thuộc tehsil Krishnarajpet, huyện Mandya, bang Karnataka, Ấn Độ.